# Cantone di Vals-les-Bains
Il Cantone di Vals-les-Bains era un cantone della Francia dell'arrondissement di Largentière.
A seguito della riforma approvata con decreto del 13 febbraio 2014, che ha avuto attuazione dopo le elezioni dipartimentali del 2015, è stato soppresso.

## Composizione
Comprendeva i comuni di:
- Labégude
- Saint-Étienne-de-Boulogne
- Saint-Julien-du-Serre
- Saint-Michel-de-Boulogne
- Saint-Privat
- Ucel
- Vals-les-Bains
- Vesseaux